# (124104) Balcony
(124104) Balcony est un astéroïde de la ceinture principale.

## Description
(124104) Balcony est un astéroïde de la ceinture principale. Il fut découvert le 17 avril 2001 à Saint-Véran par l'observatoire de Saint-Véran. Il présente une orbite caractérisée par un demi-grand axe de 2,23 UA, une excentricité de 0,16 et une inclinaison de 2,9° par rapport à l'écliptique.

## Compléments